# Музей Эрланда Ли
Музей Эрланда Ли (англ. The Erland Lee Museum) — национальный исторический музей Канады, расположенный на гребне Ниагарского откоса в Стони-Крик, Онтарио. Первоначально являлся фермерским домом, принадлежащим Эрланду и Джанет Ли. Музей признан местом рождения первого Женского института, международной организации, созданной в 1897 году для содействия образованию сельских женщин, проживающих в изолированной местности.

## История
Самая старая часть дома, бревенчатая хижина, датируется 1808 годом. В 1873 году к бревенчатой хижине была возведена пристройка в плотницком готическом стиле, что является частью архитектурной традиции неоготики. Лучше всего это иллюстрируют крутые фронтоны, пряничная отделка и особые доски.
Семья Ли жила в доме с 1808 по 1970 год. Первый статус исторического значения зданию был присвоен в 1961 году Женским институтом Южного Вентворта. В 1972 году дом был открыт для общественности как музей, и с тех пор он принадлежит Федеральному женскому институту Онтарио и управляется им. В 1995 году музей был определен как исторический дом в соответствии с Законом о наследии Онтарио, а в 2003 году музею был присвоен статус Национального исторического места Канады.
Музей был закрыт в декабре 2010 года, но вновь открылся 21 апреля 2013 года.

## Коллекция
Сам музей содержит три этажа с оригинальной викторианской мебелью и экспонаты, выставленные с акцентом на историю семьи Ли и события, связанные с основанием Женского института в 1897 году. Например, обеденный стол, на котором Джанет Ли написала первую конституцию Женского института, до сих пор стоит на своем прежнем месте. Фермерский дом дополнен вагонным домом 1873 года, который содержит два этажа с краеведческими экспонатами.

## Галерея

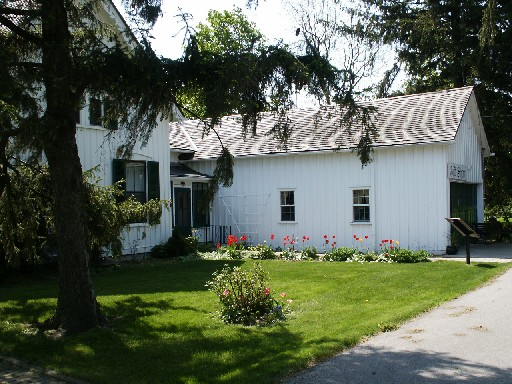
Музей Эрланда Ли, главное здание
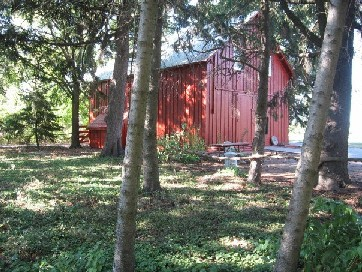
Вагонный дом
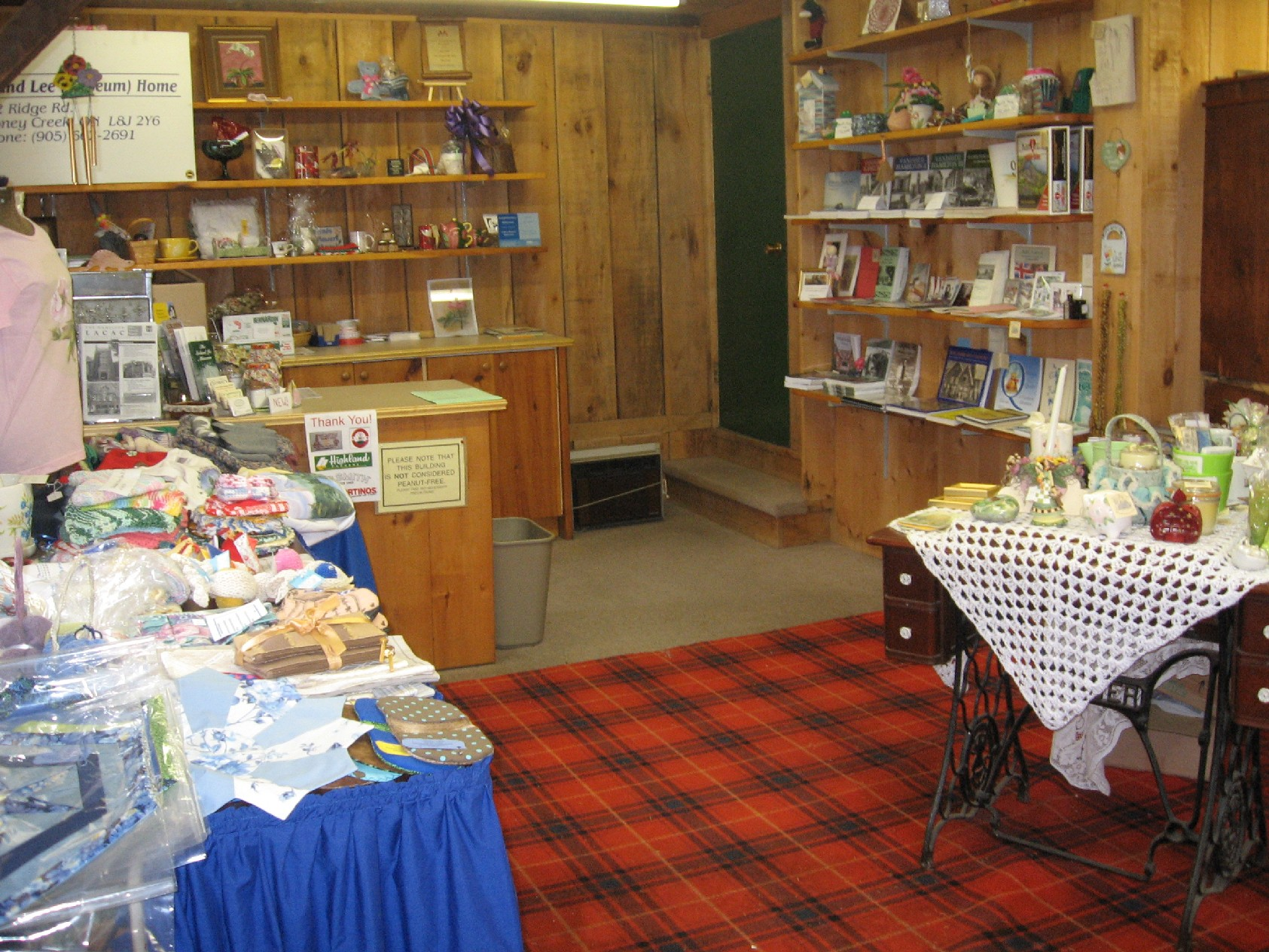
Сувенирный магазин
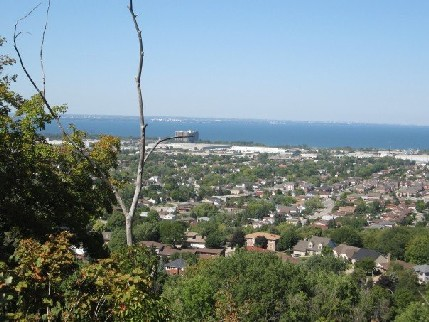
Вид на Ниагарский откос с высоты рядом с музеем